# Friedhof Schaerbeek

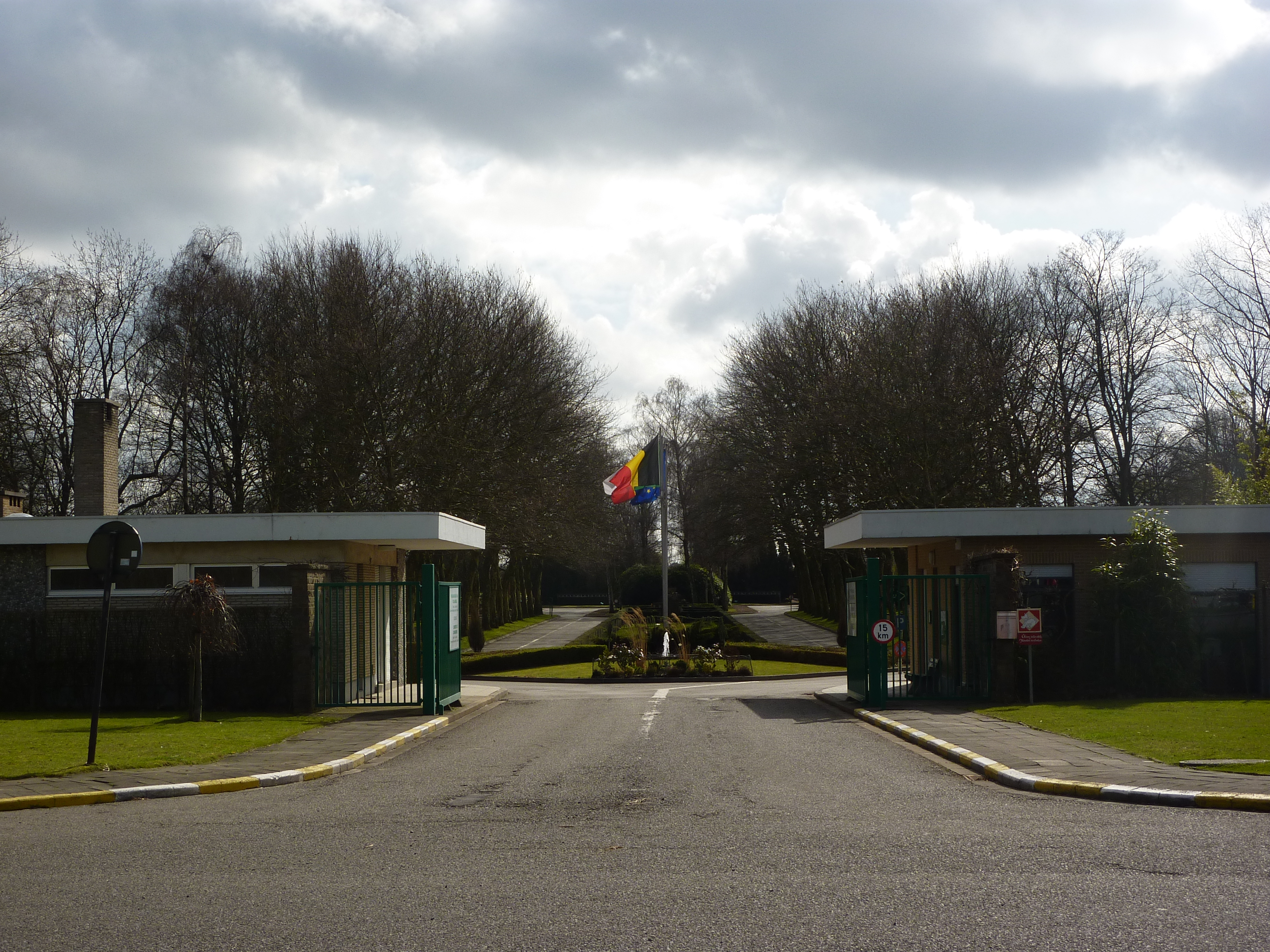
Eingang zum Friedhof Schaerbeeks

Der Friedhof Schaerbeek (französisch Cimetière de Schaerbeek, niederländisch Begraafplaats van Schaarbeek) ist der Friedhof der belgischen Gemeinde Schaerbeek/Schaarbeek in der Region Brüssel-Hauptstadt. Er liegt an der Rue d’Evere/Evereststraat 4 in der Gemeinde Evere.

## Berühmte Personen, die auf dem Friedhof Schaerbeek begraben sind

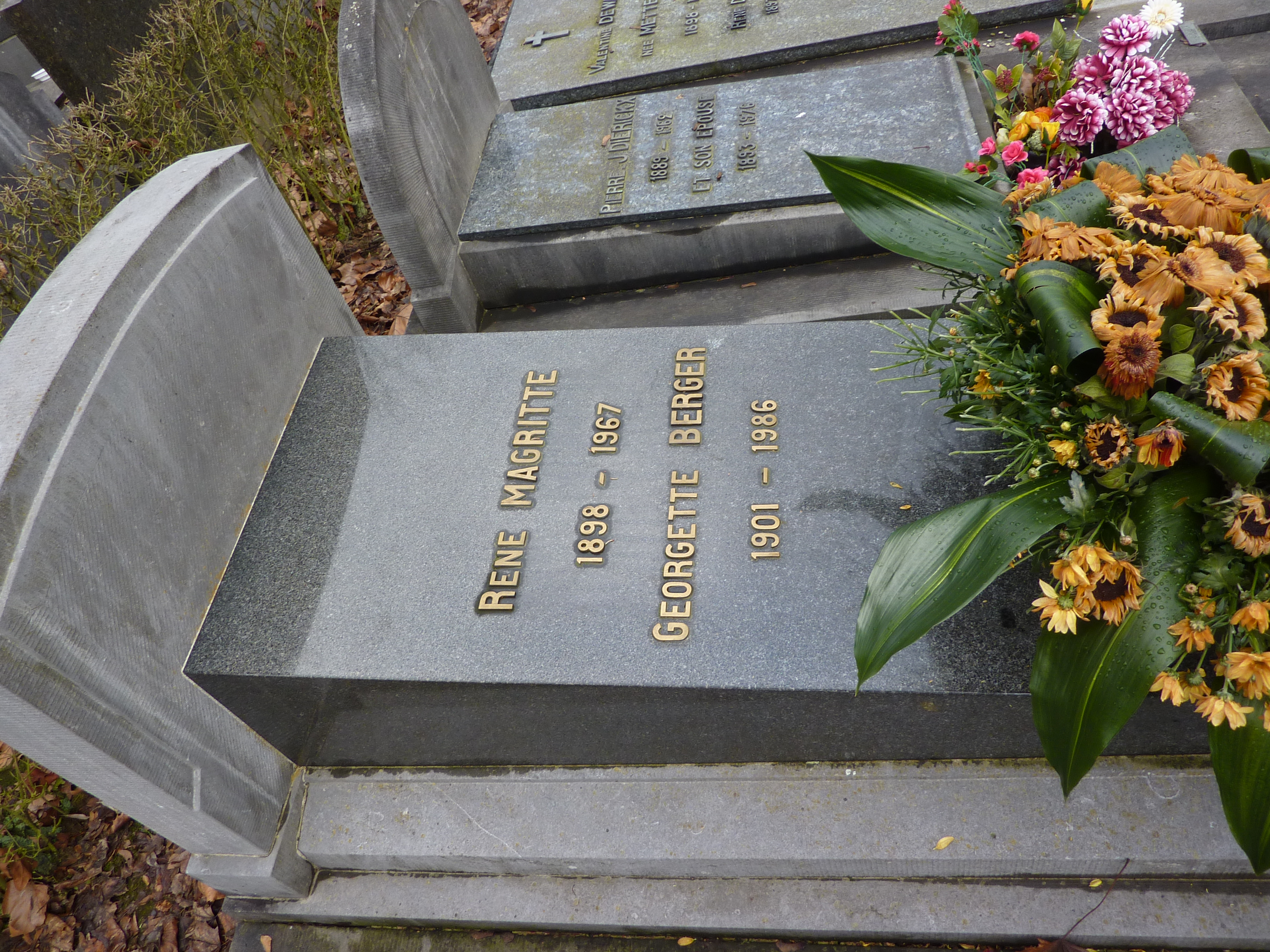
Grab von René Magritte und seiner Frau Georgette Berger

- Louis Bertrand (1866–1941), Politiker[1]
- Ernest François Cambier (1844–1909), Afrikareisender und Erbauer der ersten Eisenbahn des Kongo[2]
- Andrée de Jongh (1916–2007), Leiterin eines Fluchthilfenetzwerkes im Zweiten Weltkrieg[3]
- Henri Jaspar (1870–1939), belgischer Premierminister[4]
- René Magritte (1898–1967), Maler des Surrealismus[5]
- Marcel Mariën (1920–1993), Künstler des Surrealismus[6]
- Gabrielle Petit (1893–1916), Widerstandskämpferin[7]
- Henry Stacquet (1838–1906), Maler[8]
- Léon Weustenraad (1925–1993), Bürgermeister von Schaerbeek[9]